# アッシム・マディボ
アッシム・マディボ（Assim Madibo、1996年10月22日 - ）はカタールのサッカー選手。ポジションはMF。アル・ドゥハイルSC所属。

## 経歴
AJオセールの下部組織出身。
2015年1月、LASKリンツに加入した。2016年1月にはクルトゥラル・レオネサに加入した。
2017年7月、KASオイペンに1シーズンの期限付き移籍。しかし、出場機会はなく、期間満了後にカタールに復帰した。

### 代表
スーダン出身の両親の元に生まれるが、カタール代表を選択した。
2022 FIFAワールドカップを戦うA代表のメンバーにも名を連ねた。

## 代表歴

### 出場大会
- カタール代表
  - 2022 FIFAワールドカップ

### 試合数
- 国際Aマッチ 54試合 0得点（2017年-）[5]

| カタール代表 | 国際Aマッチ | 国際Aマッチ |
| 年           | 出場        | 得点        |
| ------------ | ----------- | ----------- |
| 2017         | 6           | 0           |
| 2018         | 9           | 0           |
| 2019         | 11          | 0           |
| 2020         | 0           | 0           |
| 2021         | 15          | 0           |
| 2022         | 5           | 0           |
| 2023         | 8           | 0           |
| 通算         | 54          | 0           |